# Protactinio
El protactinio es un elemento químico de la tabla periódica cuyo símbolo es Pa y su número atómico es 91.
El elemento fue identificado por primera vez en 1913 por Lise Meitner y llamado brevium debido a la corta vida media del isótopo específico estudiado, es decir, protactinio-234. Un isótopo más estable de protactinio, 231Pa, fue descubierto en 1917/18 por Lise Meitner en colaboración con Otto Hahn, y eligieron el nombre de protactinio. La IUPAC eligió el nombre "protactinio" en 1949 y confirmó a Hahn y Meitner como descubridores. El nuevo nombre significaba "(nuclear) precursor de actinio" y reflexionó que el actinio es un producto de la desintegración radiactiva del protactinio. A John Arnold Cranston (trabajando con Frederick Soddy y Ada Hitchins) también se le atribuye el descubrimiento del isótopo más estable en 1915, pero retrasó su anuncio debido a que lo llamaron para prestar servicio en el Primera Guerra Mundial.
El isótopo natural más longevo y más abundante (casi el 100 %) de protactinio, el protactinio-231, tiene una vida media de 32 760 años y es un producto de descomposición del uranio-235. Trazas mucho más pequeñas del protactinio-234 de vida corta y su isómero nuclear protactinio-234m ocurren en la cadena de descomposición del uranio-238. El protactinio-233 resulta de la descomposición del torio-233 como parte de la cadena de eventos utilizados para producir uranio-233 mediante la irradiación de neutrones del torio-232. Es un producto intermedio no deseado en los reactores nucleares a base de torio y, por lo tanto, se elimina de la zona activa del reactor durante el proceso de reproducción. La ciencia oceánica utiliza el elemento para comprender el océano antiguo. El análisis de las concentraciones relativas de varios isótopos de uranio, torio y protactinio en agua y minerales se usa en la datación radiométrica de sedimentos que tienen hasta 175 000 años de antigüedad y en el modelado de varios procesos geológicos.

## Características notables
El protactinio es un elemento metálico plateado que pertenece al grupo de los actínidos, que presenta un brillo metálico intenso.
Es superconductor por debajo de 1.4 K.

## Aplicaciones
Debido a su escasez, alta radioactividad y toxicidad, actualmente no existen usos para el protactinio fuera de la investigación científica básica.
El protactinio-231 (que se forma por la desintegración alfa del uranio-235 seguido de una desintegración beta del torio-231) podría quizás mantener una reacción nuclear en cadena y, en principio, podría ser usado para construir una bomba nuclear. La masa crítica, según Walter Seifritz, es 750±180 kg. Otros autores concluyen que no es posible una reacción en cadena usando 231Pa.

## Historia
Dimitri Ivánovic Mendeléiev predijo en 1871 que debería existir un elemento con número atómico igual a 91 y que aparecería en la tabla periódica entre el torio y el uranio. En 1900 William Crookes aisló el protactinio como un material radiactivo formado a partir del uranio, pero que no consiguió identificarlo.
El protactinio fue identificado por primera vez en 1913 cuando Kasimir Fajans y O.H. Göhring encontraron el isótopo de corta vida 234mPa, con una vida media de, en torno, 1,17 minutos, durante sus estudios de la cadena de decaimiento del 238U. Dieron al nuevo elemento el nombre de Brevium (latín: brevis, es decir, breve). El nombre se cambió a Protoactinium (progenitor del actinio) en 1918 cuando dos grupos de científicos (Otto Hahn y Lise Meitner de Alemania, y Frederick Soddy y John Cranston del Reino Unido) descubrieron de manera independiente el 231Pa, y acortaron el nombre a protactinium (en español, protoactinio) en 1949.
Aristid V. Grosse preparó 2 mg de Pa2O5 en 1927, y más tarde consiguió aislar protactinio por primera vez en 1934 de 0,1 mg de Pa2O5, convirtiendo primero el óxido en un ioduro y después rompiéndolo a alto vacío usando un filamento calentado mediante una corriente eléctrica produciendo la reacción 2PaI5 → 2Pa + 5I2 (proceso Van Arkel-De Boer).
En 1961, la Autoridad para la Energía Atómica del Reino Unido (United Kingdom Atomic Energy Authority, UKAEA), fue capaz de producir 125 g de protactinio puro al 99,9 % procesando 60 toneladas de material de desecho en un proceso de 12 etapas con un gasto de 500 000 $. Esta fue la única fuente de este elemento durante muchos años y se dice que fue vendido a los laboratorios a un coste de 2800 $/g en los años sucesivos.

## Abundancia y obtención

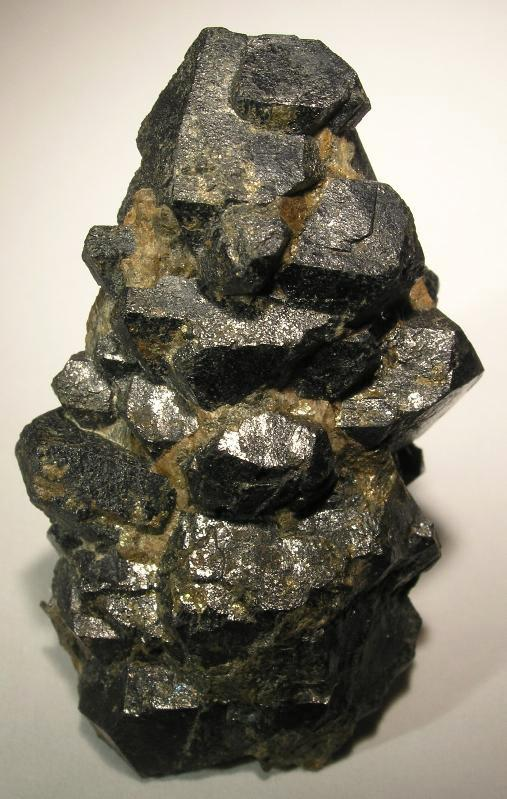
Uraninita Localidad: Chestnut Flats Mine, Spruce Pine, Spruce Pine District, Mitchell County, North Carolina, USA (Localidad en mindat.org) Este espécimen es una pila sólida y completa de uraninitas grandes de 1 cm o un poco más de tamaño. Tienen una forma definida, un brillo moderado y están inalteradas. 4 x 2,4 x 2,1 cm

El protactinio natural se produce por la desintegración radiactiva del uranio y el torio, por tanto se encuentra en todos sus minerales, siendo su concentración proporcional al porcentaje de dichos elementos. En la pechblenda  se halla en una cantidad de aproximadamente una parte de 231Pa en 10 millones de  mena (es decir, 0,1 ppm). Algunas minas de la República Democrática del Congo llegan a tener en torno a 3 ppm.

## Compuestos
Compuestos conocidos del protactinio:
- Fluoruros
  - PaF4
  - PaF5
- Cloruros
  - PaCl4
  - PaCl5
- Bromuros
  - PaBr4
  - PaBr5
- Ioduros
  - PaI3
  - PaI4
  - PaI5
- Óxidos
  - PaO
  - PaO2
  - Pa2O5

## Isótopos
Se han caracterizado 29 radioisótopos del protactinio siendo los más estables el 231Pa, con una vida media de 32 760 años; el 233Pa, con una vida media de 26,967 días; y el 230Pa con una vida media de 17,4 días. El resto de isótopos radiactivos tienen vidas medias inferiores a 1,6 días y la mayoría tienen vidas medias menores de 1,8 segundos. Este elemento también tiene dos metaestados, 217mPa (vida media de 1,15 milisegundos) y 234mPa (vida media de 1,17 minutos).
El modo de desintegración primario del isótopo más estable 231Pa y de aquellos más ligeros es la desintegración alfa mientras que para los isótopos más pesados es la desintegración beta. Los productos primarios de la desintegración de los isótopos más ligeros (231Pa o más ligeros) son isótopos del actinio (Ac) mientras que los isótopos más pesados producen isótopos del uranio (U).

### Lista de isótopos
Referencias tabla:

| Núclido   | Nombre histórico  | Z                     | N                     | Masa (Da)             | Vida media               | Modo de desintegración | Isótopo hijo | Spin y paridad | Abundancia natural (fracción molar) | Abundancia natural (fracción molar) |  |
| --------- | ----------------- | --------------------- | --------------------- | --------------------- | ------------------------ | ---------------------- | ------------ | -------------- | ----------------------------------- | ----------------------------------- |  |
|           |                   | Energía de excitación | Energía de excitación | Energía de excitación |                          |                        |              |                | Proporción normal                   | Rango de variación                  |  |
| 211Pa     |                   | 91                    | 120                   |                       | 3.8(+4.6−1.4) ms         | α                      | 207Ac        | 9/2−#          |                                     |                                     |  |
| 212Pa     |                   | 91                    | 121                   | 212.02320(8)          | 8(5) ms [5.1(+61−19) ms] | α                      | 208Ac        | 7+#            |                                     |                                     |  |
| 213Pa     |                   | 91                    | 122                   | 213.02111(8)          | 7(3) ms [5.3(+40−16) ms] | α                      | 209Ac        | 9/2−#          |                                     |                                     |  |
| 214Pa     |                   | 91                    | 123                   | 214.02092(8)          | 17(3) ms                 | α                      | 210Ac        |                |                                     |                                     |  |
| 215Pa     |                   | 91                    | 124                   | 215.01919(9)          | 14(2) ms                 | α                      | 211Ac        | 9/2−#          |                                     |                                     |  |
| 216Pa     |                   | 91                    | 125                   | 216.01911(8)          | 105(12) ms               | α (80%)                | 212Ac        |                |                                     |                                     |  |
|           |                   |                       |                       |                       |                          | β+ (20%)               | 216Th        |                |                                     |                                     |  |
| 217Pa     |                   | 91                    | 126                   | 217.01832(6)          | 3.48(9) ms               | α                      | 213Ac        | 9/2−#          |                                     |                                     |  |
| * 217mPa  |                   | 1860(7) keV           | 1860(7) keV           | 1860(7) keV           | 1.08(3) ms               | α                      | 213Ac        | 29/2+#         |                                     |                                     |  |
| * 217mPa  |                   |                       |                       |                       |                          | IT (raro)              | 217Pa        | 29/2+#         |                                     |                                     |  |
| 218Pa     |                   | 91                    | 127                   | 218.020042(26)        | 0.113(1) ms              | α                      | 214Ac        |                |                                     |                                     |  |
| 219Pa     |                   | 91                    | 128                   | 219.01988(6)          | 53(10) ns                | α                      | 215Ac        | 9/2−           |                                     |                                     |  |
|           |                   |                       |                       |                       |                          | β+ (5×10−9%)           | 219Th        | 9/2−           |                                     |                                     |  |
| 220Pa     |                   | 91                    | 129                   | 220.02188(6)          | 780(160) ns              | α                      | 216Ac        | 1−#            |                                     |                                     |  |
| * 220m1Pa |                   | 34(26) keV            | 34(26) keV            | 34(26) keV            | 308(+250-99) ns          | α                      | 216Ac        |                |                                     |                                     |  |
| * 220m2Pa |                   | 297(65) keV           | 297(65) keV           | 297(65) keV           | 69(+330-30) ns           | α                      | 216Ac        |                |                                     |                                     |  |
| 221Pa     |                   | 91                    | 130                   | 221.02188(6)          | 4.9(8) μs                | α                      | 217Ac        | 9/2−           |                                     |                                     |  |
| 222Pa     |                   | 91                    | 131                   | 222.02374(8)#         | 3.2(3) ms                | α                      | 218Ac        |                |                                     |                                     |  |
| 223Pa     |                   | 91                    | 132                   | 223.02396(8)          | 5.1(6) ms                | α                      | 219Ac        |                |                                     |                                     |  |
|           |                   |                       |                       |                       |                          | β+ (.001%)             | 223Th        |                |                                     |                                     |  |
| 224Pa     |                   | 91                    | 133                   | 224.025626(17)        | 844(19) ms               | α (99.9%)              | 220Ac        | 5−#            |                                     |                                     |  |
|           |                   |                       |                       |                       |                          | β+ (.1%)               | 224Th        | 5−#            |                                     |                                     |  |
| 225Pa     |                   | 91                    | 134                   | 225.02613(8)          | 1.7(2) s                 | α                      | 221Ac        | 5/2−#          |                                     |                                     |  |
| 226Pa     |                   | 91                    | 135                   | 226.027948(12)        | 1.8(2) min               | α (74%)                | 222Ac        |                |                                     |                                     |  |
|           |                   |                       |                       |                       |                          | β+ (26%)               | 226Th        |                |                                     |                                     |  |
| 227Pa     |                   | 91                    | 136                   | 227.028805(8)         | 38.3(3) min              | α (85%)                | 223Ac        | (5/2−)         |                                     |                                     |  |
|           |                   |                       |                       |                       |                          | EC (15%)               | 227Th        | (5/2−)         |                                     |                                     |  |
| 228Pa     |                   | 91                    | 137                   | 228.031051(5)         | 22(1) h                  | β+ (98.15%)            | 228Th        | 3+             |                                     |                                     |  |
|           |                   |                       |                       |                       |                          | α (1.85%)              | 224Ac        | 3+             |                                     |                                     |  |
| 229Pa     |                   | 91                    | 138                   | 229.0320968(30)       | 1.50(5) d                | EC (99.52%)            | 229Th        | (5/2+)         |                                     |                                     |  |
|           |                   |                       |                       |                       |                          | α (.48%)               | 225Ac        | (5/2+)         |                                     |                                     |  |
| * 229mPa  |                   | 11.6(3) keV           | 11.6(3) keV           | 11.6(3) keV           | 420(30) ns               |                        |              | 3/2−           |                                     |                                     |  |
| 230Pa     |                   | 91                    | 139                   | 230.034541(4)         | 17.4(5) d                | β+ (91.6%)             | 230Th        | (2−)           |                                     |                                     |  |
|           |                   |                       |                       |                       |                          | β− (8.4%)              | 230U         | (2−)           |                                     |                                     |  |
|           |                   |                       |                       |                       |                          | α (.00319%)            | 226Ac        | (2−)           |                                     |                                     |  |
| 231Pa     | Protoactinio      | 91                    | 140                   | 231.0358840(24)       | 3.276(11)×104 y          | α                      | 227Ac        | 3/2−           | 1.0000                              |                                     |  |
|           |                   |                       |                       |                       |                          | CD (1.34×10−9%)        | 207Tl 24Ne   | 3/2−           | 1.0000                              |                                     |  |
|           |                   |                       |                       |                       |                          | SF (3×10−10%)          | (varios)     | 3/2−           | 1.0000                              |                                     |  |
|           |                   |                       |                       |                       |                          | CD (10−12%)            | 208Pb 23F    | 3/2−           | 1.0000                              |                                     |  |
| 232Pa     |                   | 91                    | 141                   | 232.038592(8)         | 1.31(2) d                | β−                     | 232U         | (2−)           |                                     |                                     |  |
|           |                   |                       |                       |                       |                          | EC (.003%)             | 232Th        | (2−)           |                                     |                                     |  |
| 233Pa     |                   | 91                    | 142                   | 233.0402473(23)       | 26.975(13) d             | β−                     | 233U         | 3/2−           | Trazas                              |                                     |  |
| 234Pa     | Uranio Z          | 91                    | 143                   | 234.043308(5)         | 6.70(5) h                | β−                     | 234U         | 4+             | Trazas                              |                                     |  |
|           |                   |                       |                       |                       |                          | SF (3×10−10%)          | (varios)     | 4+             | Trazas                              |                                     |  |
| * 234mPa  | Uranio X2 Brevium | 78(3) keV             | 78(3) keV             | 78(3) keV             | 1.17(3) min              | β− (99.83%)            | 234U         | (0−)           | Trazas                              |                                     |  |
|           |                   |                       |                       |                       |                          | IT (.16%)              | 234Pa        | (0−)           | Trazas                              |                                     |  |
|           |                   |                       |                       |                       |                          | SF (10-16%)            | (varios)     | (0−)           | Trazas                              |                                     |  |
| 235Pa     |                   | 91                    | 144                   | 235.04544(5)          | 24.44(11) min            | β−                     | 235U         | (3/2−)         |                                     |                                     |  |
| 236Pa     |                   | 91                    | 145                   | 236.04868(21)         | 9.1(1) min               | β−                     | 236U         | 1(−)           |                                     |                                     |  |
|           |                   |                       |                       |                       |                          | β−, SF (6×10−8%)       | (varios)     | 1(−)           |                                     |                                     |  |
| 237Pa     |                   | 91                    | 146                   | 237.05115(11)         | 8.7(2) min               | β−                     | 237U         | (1/2+)         |                                     |                                     |  |
| 238Pa     |                   | 91                    | 147                   | 238.05450(6)          | 2.27(9) min              | β−                     | 238U         | (3-)#          |                                     |                                     |  |
|           |                   |                       |                       |                       |                          | β−, SF (2.6×10−6%)     | (varios)     |                |                                     |                                     |  |
| 239Pa     |                   | 91                    | 148                   | 239.05726(21)#        | 1.8(5) h                 | β−                     | 239U         | (3/2)(−#)      |                                     |                                     |  |
| 240Pa     |                   | 91                    | 149                   | 240.06098(32)#        | 2# min                   | β−                     | 240U         |                |                                     |                                     |  |

## Precauciones
El protactinio es tóxico y altamente radiactivo. Por este motivo, requiere precauciones similares a las usadas cuando se maneja plutonio.